# P2RY8
P2RY8 (P2Y purinoceptor 8) je protein je protein koji je kod ljudi kodiran  genom.
Protein kodiran ovim genom pripada familiji G-protein spregnutih receptora, koji su preferentno aktivirani nukleotidima adenozina i uridina. Ove gen je umereno izražen u nediferenciranim HL60 ćelijama. On je lociran na hromozomima X i Y.

## Literatura
1. ↑  Adrian K, Bernhard MK, Breitinger HG, Ogilvie A (2000). „Expression of purinergic receptors (ionotropic P2X1-7 and metabotropic P2Y1-11) during myeloid differentiation of HL60 cells”. Biochim Biophys Acta. 1492 (1): 127—38. PMID 11004484.
2. 1 2  „Entrez Gene: P2RY8 purinergic receptor P2Y, G-protein coupled, 8”.

## Dodatna literatura
- Strausberg RL; Feingold EA; Grouse LH;  . (2003). „Generation and initial analysis of more than 15,000 full-length human and mouse cDNA sequences.”. Proc. Natl. Acad. Sci. U.S.A. 99 (26): 16899—903. PMC 139241 . PMID 12477932. doi:10.1073/pnas.242603899.
- Ota T; Suzuki Y; Nishikawa T;  . (2004). „Complete sequencing and characterization of 21,243 full-length human cDNAs.”. Nat. Genet. 36 (1): 40—5. PMID 14702039. doi:10.1038/ng1285.
- Cantagrel V; Lossi AM; Boulanger S;  . (2005). „Disruption of a new X linked gene highly expressed in brain in a family with two mentally retarded males.”. J. Med. Genet. 41 (10): 736—42. PMC 1735597 . PMID 15466006. doi:10.1136/jmg.2004.021626.
- Gerhard DS; Wagner L; Feingold EA;  . (2004). „The status, quality, and expansion of the NIH full-length cDNA project: the Mammalian Gene Collection (MGC).”. Genome Res. 14 (10B): 2121—7. PMC 528928 . PMID 15489334. doi:10.1101/gr.2596504.
- Ross MT; Grafham DV; Coffey AJ;  . (2005). „The DNA sequence of the human X chromosome.”. Nature. 434 (7031): 325—37. PMC 2665286 . PMID 15772651. doi:10.1038/nature03440.
- Fujiwara S; Yamashita Y; Choi YL;  . (2007). „Transforming activity of purinergic receptor P2Y, G protein coupled, 8 revealed by retroviral expression screening.”. Leuk. Lymphoma. 48 (5): 978—86. PMID 17487742. doi:10.1080/10428190701225882.
- Storlazzi CT; Albano F; Lo Cunsolo C;  . (2007). „Upregulation of the SOX5 by promoter swapping with the P2RY8 gene in primary splenic follicular lymphoma.”. Leukemia. 21 (10): 2221—5. PMID 17554380. doi:10.1038/sj.leu.2404784.